# Ebiten: Kouritsu Ebisugawa Koukou Tenmonbu
Ebiten: Kouritsu Ebisugawa Koukou Tenmonbu (えびてん 公立海老栖川高校天悶部 Ebisugawa Offentlige Gymnasium Astronomiske Klub) er en humoristisk mangaserie skrevet af SCA-ji og tegnet af Kira Inugami. Serien har gået i Kadokawa Shotens magasin Comp Ace siden december 2008 og er sideløbende blevet samlet i foreløbig fire bind. En original net animation i 10 afsnit baseret på serien og produceret af AIC Classic blev offentliggjort på hjemmesiden niconico mellem juli og september 2012 og sendt på japansk tv bagefter. Efterfølgende blev der udgivet et ekstra OVA-afsnit på blu-ray vedlagt bind 4 af mangaen, der udkom i januar 2013.
Hverken manga eller anime er oversat til dansk, men Sentai Filmworks har erhvervet rettighederne til udgivelse af animeen i Nordamerika.

## Plot
Itsuki Noya er en ny elev på Ebisugawa Gymnasium, der har i sinde at blive medlem af skolens astronomiklub. Men i stedet havner han i skolens kælder hos den astronomiske klub. Men mens Itsuki ikke bemærker navneforskellen, så betyder det faktisk en hel del, for den astronomiske klub er nemlig fyldt med skøre piger og ikke ret meget stjernekiggeri.

## Personer
- Itsuki Noya (野矢 一樹 Noya Itsuki) - En dreng der er arving til Noya-gruppen. Han bliver medlem af den astronomiske klub i den tro, at det er astronomiklubben. Som medlem bliver han tvunget til at klæde sig som pige, da Kyouko kun vil have piger som medlemmer.
- Kyouko Todayama (戸田山 響子 Todayama Kyouko) - Den astronomiske klubs formand der har en vild personlighed, og som konstant chikanerer Hakata.
- Izumiko Todayama (戸田山 泉子 Todayama Izumiko) - Kyoukos lillesøster og Itsukis personlige tjenestepige, der konstant behandler ham som sit legetøj og tvinger ham til at kalde hende Elizabeth Margaret. Da hun ikke vil afgive Itsuki til Kyouko, skifter hun skole og bliver medlem af den astronomiske klub. Selvom hun behandler Itsuki som sit legetøj, lader hun til at have ægte følelser for ham.
- Hakata Kanamori (金森 羽片 Kanamori Hakata) - En forfatter af yaoi-doujinshier der konstant bliver udsat for sexchikane af Kyouko.
- Rikei Hiromatsu (廣松 理圭 Hiromatsu Rikei) - En følelsesløs pige der bare følger med. Hun lader til at have en fetich for katte.
- Hasumi Ooba (大庭 蓮實 Ooba Hasumi) - Et høfligt og venligt medlem af den astronomiske klub der ofte ses snakke med Yuka. Af og til afgiver hun en skræmmende aura.
- Yuka Iseda (伊勢田 結花 Iseda Yuka) - Elevrådsformanden der har en tsundere-personlighed, og som konstant er på udkig efter en grund til at lukke den astronomiske klub. Hun lader til at have følelser for Hasumi. Til gengæld er hun bange for katte.
- Shouko Oomori (大森 荘子 Oomori Shouko) - Angiveligt klubbens rådgiver selvom hun konstant insisterer på, at katten Neko-sensei er rådgiveren, for at slippe for den hårde virkelighed.
- Eiji (エイジ) - Itsukis storebror og Shoukos "kæreste". Han har samme personlighed som Kyouko men på et professionelt plan.

## Manga
Mangaserien har gået i Kadokawa Shotens magasin Comp Ace siden december 2008 og er sideløbende blevet samlet i foreløbig fire bind. De tre første bind blev genudgivet i 2012 i fuldt farvetryk (フルカラー版), mens det fjerde bind fra 2013 både blev udgivet i en almindelig udgave og en med vedlagt blu-ray med et OVA-afsnit.
| Bind | Udgivet i Japan                                                           | Japansk ISBN                                                                            |
| ---- | ------------------------------------------------------------------------- | --------------------------------------------------------------------------------------- |
| 1    | 10. oktober 2009                                                          | ISBN 978-4-04-715312-7                                                                  |
|      |                                                                           |                                                                                         |
| 2    | 26. august 2010                                                           | ISBN 978-4-04-715510-7                                                                  |
|      |                                                                           |                                                                                         |
| 3    | 26. januar 2012                                                           | ISBN 978-4-04-715801-6                                                                  |
|      |                                                                           |                                                                                         |
| 4    | 24. januar 2013 (med vedlagt blu-ray) 9. februar 2013 (almindelig udgave) | ISBN 978-4-04-120389-7 (med vedlagt blu-ray) ISBN 978-4-04-120390-3 (almindelig udgave) |
|      |                                                                           |                                                                                         |

### Farveudgave
| Bind | Udgivet i Japan    | Japansk ISBN           |
| ---- | ------------------ | ---------------------- |
| 1    | 25. maj 2012       | ISBN 978-4-04-120241-8 |
|      |                    |                        |
| 2    | 25. juli 2012      | ISBN 978-4-04-120320-0 |
|      |                    |                        |
| 3    | 25. september 2012 | ISBN 978-4-04-120405-4 |
|      |                    |                        |

## Anime
En original net animation i 10 afsnit baseret på mangaen og produceret af AIC Classic blev streamet på Nico Nico Douga fra 14. juli til 15. september 2012. Efterfølgende blev afsnittene sendt i længere udgaver i TV fra 3. oktober til 5. december 2012 og streamet af Crunchyroll. Bagefter blev serien udgivet fordelt på fem dvd hhv. blu-ray med to afsnit på hver fra 30. november 2012 til 29. marts 2013. Dvd'erne blev udgivet både i almindelig og en med vedlagt karaoke-cd, mens de fem blu-ray kun blev udgivet i en udgave og vedlagt de samme karaoke-cd'er. Et ekstra OVA-afsnit blev udgivet på blu-ray vedlagt bind 4 af mangaen, der udkom i januar 2013. Sentai Filmworks har erhvervet rettighederne til at udgive serien i Nordamerika.
Seriens slutsang er "Promise of Future Colors" (未来色の約束 Mirai Iro no Yakusoku), der synges af Iori Nomizu, Asuka Nishi, Risako Murai og Midori Tsukimiya. Hvert afsnit er en parodi på en anime eller tv-serie.

### Stemmer
- Mariya Ise - Itsuki Noya
- Kana Asumi - Kyouko Todayama
- Iori Nomizu - Izumiko Todayama
- Asuka Nishi - Hakata Kanamori
- Risako Murai - Rikei Hiromatsu
- Satomi Satou - Hasumi Ooba
- Midori Tsukimiya - Yuka Iseda
- Kaori Nazuka - Shouko Oomori
- Kazuhiko Inoue - Eiji

### Afsnit
| # | Titel | Sendt første gang  |
| --- | --- | ------------------ |
| | |                    |
| 01 | "Be Reborn! The Astronomical Legend" "Yomigaere! Tenmon Densetsu" (よみがえれ! 天悶伝説) | 14. juli 2012      |
| Da Itsuki Noya starter på Ebisugawa Gymnasium, går han til den astronomiske klub i den tro, at det er astronomiklubben, for at blive medlem. Men klubbens formand Kyouko Todayama beslutter, at Itsuki først skal gennemgå en række underlige prøver, der tilsyneladende intet har med astronomi at gøre. Efter at prøverne er bedømt som mere eller værdiløse, bliver Itsuki gjort til medlem og redder dermed klubben fra at blive opløst. Parodi: Saint Seiya | |                    |
| 02 | "Crybaby Hakata's Stunning Transformation" "Nakimushi Hakata no Kareinaru Henshin" (泣き虫はかたの華麗なる変身) | 21. juli 2012      |
| Flæbehovedet Hakata Kanamori bliver puffet rundt af Kyouko i forsøg på af rekrutterer medlemmer til klubben. Presset får hende hurtigt til desillusioneret at klæde sig ud som en kanin. Kyouko beslutter hurtigt at drage fordel af Hakatas desillusion og presser hende ind i en magical girl-kamp for at bringe hende tilbage til klubben. Parodi: Sailor Moon | |                    |
| 03 | "From Confetti Candy With Love" "Konpeitou yori Ai o Komete" (金平糖より愛をこめて) | 28. juli 2012      |
| En pige fra en anden skole bliver interesseret i klubben, selvom Kyouko er underligt fjendtligt imod hende. Det viser sig, at pigen er Kyoukos lillesøster Izumiko, der havde et nært forhold med Kyouko, før hun endte med sine vrangforestillinger. Kyouko og Izumiko engagerer sig hurtigt i en quiz-kamp, der dog bliver forstyrret af elevrådsformanden Yuka Iseda, der tvinger dem til at afgøre deres stridigheder på en anden måde. Parodi: Ultraman | |                    |
| 04 | "Kokuin 2012" (刻印2012) | 4. august 2012     |
| Klubmedlemmet Rikei Hiromatsu udvikler en fetich for at blive gnubbet af klubbens maskot Neko-sensei. Hun løber senere på Izumiko igen og forsøger at få hende til at gøre det godt igen med Kyouko. Samtidig er skolen plaget af hændelser med piger, der besvimer. Yuka truer med at lukke klubben, hvis de ikke kan bevise, at de er uskyldige, inden dagen er omme. Kyouko, der er for doven til at undersøge ordentligt, beslutter sig for at anklage den første person hun ser, hvilket viser sig at være Izumiko. Men klubbens næstformand Hasumi Ooba beviser, at Izumiko er uskyldig, mens Rikei bruger en hær af katte for at forhindre Yuka i at lukke klubben. Efterfølgende går Izumiko sammen med de andre ud for at se stjerner og bemærker en særlig stjerne, der angiveligt er kendt som Dødsstjernen. Parodi: Blue Comet SPT Layzner | |                    |
| 05 | "This is the Miracle of the Astronomical Club! The Maid is Alightened!" "Koko ga Kiseki no Tenmon-bu! Meido ga Maiorita!" (ここが奇跡の天悶部！ メイドが舞い降りた！)                                                                        | 11. august 2012    |
| Izumiko, der længe har ledt efter Itsuki, finder ham endelig men bliver chokeret over, at han har været klædt som pige hele tiden. Itsuki forklarer hvordan han blev tvunget til det, da Kyouko kun vil have piger som medlemmer af klubben. Izumiko afslører, at hun er personlig tjenestepige for Itsuki, der er arving til Noya-gruppen, men ikke desto mindre behandler hun ham ofte som et stykke legetøj. Da Izumiko skændes med Kyouko, om hvem der skal eje Itsuki, bliver hun selv interesseret i at gøre ham perfekt som pige. Da Izumiko ikke vil give Itsuki fra sig, beslutter hun sig for at skifte skole og blive medlem af klubben. Parodi: Fist of the North Star | |                    |
| 06 | "Aim for the Stars! The Girl Who Dreams of Love" "Hoshi o Nerae! Ai o Yumemiru Shoujo" (ホシを狙え！ 愛を夢見る少女) | 18. august 2012    |
| Yuka, der viser sig at være et tidligere klubmedlem, kommer til klubben for at lukke den. Hasumi inviterer Yuka til at kigge stjerner med dem, før beslutningen bliver taget. Mens de venter på, at det bliver mørkt, afholder klubben et helteshow, mens Hasumi og Yuka mindes deres barndom, hvor de mødte en gammel dame, der elskede at kigge stjerner. Senere den nat bliver Yuka skræmt væk af uhyggelige historier, og hun ender sammen med Hasumi i det hus, hvor den gamle dage boede, før hun døde. Det bliver senere afsløret, at helteshowet var et fritidsjob, så klubben kunne leje et teleskopkamera for at tage et billede af Rosette Nebula, som den gamle dame altid havde ønsket at se. Parodi: Metal Hero-serierne, især Space Sheriff Shaider | |                    |
| 07 | "Viva-ten" "Bibaten" (ビバ天) | 25. august 2012    |
| Kyouko beslutter impulsivt at starte et band, bare for at opdage at ingen er i stand til at spille et instrument. Mens Kyouko beslutter sig for at optage en reklame for at skaffe musikere, følger de andre efter Neko-sensei og opdager, at deres lærer Shouko Oomori er en stor stalker. Senere sørger Kyouko for, at Itsuki og Hakata bliver lukket inde i klubrummet i håb om at få nogle interessante optagelser men også for at få Izumiko til at kommer over Itsuki. Det ender dog hurtigt med, at Izumiko befrier dem efter at have bemærket, at Itsuki har hovedpine fra stimulerende situationer. Efter at være udsat for endnu en omgang fanservice skifter Itsuki pludselig personlighed og bliver sit sande jeg. Parodi: K-On! | |                    |
| 08 | "TTR Astronomical Club Special Investigation Team: Astronomical Special Endless Herbs (Pheremone)" "TTR Tenmon-bu Tokusou Chousahan Tenmon Supesharu Hateshinaki Feromon" (TTR 天悶部特捜調査班 天悶スペシャル 果てしなき香草（フェロモン）) | 1. september 2012  |
| Uden den medicin som Izumiko hidtil konstant har givet ham, bliver Itsuki til en selvsikker djævel, der kan få kvinder til at føje sig for ham med sine hormoner. Mens de andre bliver klar over, at de behøver en medicin til at stoppe effekterne af Itsukis hormoner, begynder han at sprede sine hormoner udover skolen og gør alle piger til loyale zombier. Kyouko udvikler en portion antihormoner og konfronterer Itsuki, men Izumiko stiller sig i vejen, så Itsuki kan slå hende ud og stikke af med antihormonerne. Parodi: MMR Magazine Mystery Reportage | |                    |
| 09 | "The Astronomical Club's Great Victory! Face Tomorrow, Ready Go!!" "Tenmon-bu Dai-shouri! Ashita ni Mukatte Redii Goo!!" (天悶部大勝利！明日に向かってレディーゴー!!)                                                                        | 8. september 2012  |
| Kyouko og de andre konfronterer Itsuki, der forvandler sig til en flot voksen og bruger en medicin til at forvandle Kyouko og Hakata til små piger med det formål at gøre dem til sine loli-tjenestepiger. Da det lykkes Shouko at redde dem, regner Kyouko ud, at det var den samme medicin, der blev brugt til at holde Itsuki under kontrol. Netop som Itsuki ankommer, dukker hans storebror og Shoukos kæreste kort op og bringer Kyouko og Hakata tilbage til normal tilstand, før han går igen. Da Kyouko konfronterer Itsuki i et endeligt opgør, forklarer hun, at hendes research indtil nu havde det formål at undslippe det kraftige forhold mellem hende og Itsuki. Da Itsuki overmander Kyouko, står Izumiko op imod ham, hvilket får ham til at huske sit sande jeg og skyde sig med antidosen. Parodi: Dragon Ball | |                    |
| 10 | "Beautiful Dreamers" "Byuutifuru Doriimaazu" (ビューティフルドリーマーズ) | 15. september 2012 |
| Med alt i orden og Itsuki tilbage i sin normale form, forbereder skolen sig til en kulturfestival. Da Kyouko spørger Izumiko om, hvorfor hun kan lide Itsuki, forklarer hun, at hun egentlig hadede ham, da han skiftede til hendes skole, men varmede op da de begyndte at kigge stjerner. I den tro at alt er i orden fritstiller Itsuki Izumiko fra hendes pligt som tjenestepige, hvilket kommer som et chok for hende. Mens de følger efter Neko-sensei den næste dag, mindes Izumiko hvordan hun modstod Itsukis hormoner. Da Itsuki prøvede at springe for at angre, reddede Izumiko ham men faldt også. Itsuki mistede sine minder om uheldet, da han beskyttede hende, og fik dem kun igen efter slaget med Kyouko. Da Izumiko kommer i problemer igen, efter at en teleskop-tank får hende til hænge udover kanten af bygningen, træder Itsuki til for at redde hende og tilstår sin kærlighed til hende. De falder begge men bliver reddet af de andre klubmedlemmer. Bagefter sørger Kyouko for at ophæve sit forhold til Itsuki, så han kan være sammen med Izumiko. Parodi: Urusei Yatsura | |                    |
| OVA | (ギガゾーン23 PARTII 秘密く・だ・さ・い) | 24. januar 2013    |

## CD'er
Efter udgivelsen af de første par mangabind i 2009 og 2010 blev der udgivet to drama-cd'er, dvs. hørespil. I kølvandet på animeserien fulgte en single og to opsamlingsalbum. Endelig blev de fem dvd'er med animeserien hver udgivet både i en almindelig udgave og en med vedlagt karaoke-cd. De fem karaoke-cd'er var også vedlagt de fem blu-ray med animeserien.
De to drama-cd'er blev indtalt af en andet hold dubbere end animeserien:
- Mamiko Noto - Itsuki Noya
- Ami Koshimizu - Kyouko Todayama
- Emiri Katou - Izumiko Todayama
- Mai Nakahara - Hakata Kanamori
- Ayumi Tsuji - Rikei Hiromatsu
- Ayako Kawasumi - Hasumi Ooba
- Rie Kugimiya - Yuka Iseda

| Titel | Udgivet           | Kodenr.   | Type            | Indhold og bemærkninger |
| --- | ----------------- | --------- | --------------- | ----------------------- |
| Drama CD Ebiten: Kouritsu Ebisugawa Koukou Tenmonbu (ドラマCD えびてん 公立海老栖川高校天悶部 Dorama CD Ebiten: Kouritsu Ebisugawa Koukou Tenmonbu)            | 30. december 2009 | MMCC-4218 | Drama-cd        |                         |
| Drama CD Ebiten 2: Kouritsu Ebisugawa Koukou Tenmonbu (ドラマCD えびてん2 公立海老栖川高校天悶部 Dorama CD Ebiten 2: Kouritsu Ebisugawa Koukou Tenmonbu)       | 29. december 2010 | MMCC-4237 | Drama-cd        |                         |
| Promise of Future Colors (未来色の約束 Mirai Iro no Yakusoku)                                                                                                  | 9. november 2012  | AMG-7040  | Single          | Single med slutsangen.  |
| Character Song Album "The Respect EBI10 Vol.1" (キャラクターソングアルバム「THEリスペクト EBI10 Vol.1」 Kyarakutaa songu arubamu "The risupekuto EBI10 Vol.1") | 7. december 2012  | AMG-7042  | Opsamlingsalbum |                         |
| Character Song Album "The Respect EBI10 Vol.2" (キャラクターソングアルバム「THEリスペクト EBI10 Vol.2」 Kyarakutaa songu arubamu "The risupekuto EBI10 Vol.2") | 21. december 2012 | AMG-7043  | Opsamlingsalbum |                         |